# Communauté de communes Vesle-Montagne de Reims
La communauté de communes Vesle-Montagne de Reims est une ancienne communauté de communes française, située dans le département de la Marne et la région Champagne-Ardenne.
Elle a été supprimée le 1er janvier 2014, et intégrée dans  la nouvelle Communauté de communes Vesle et Coteaux de la Montagne de Reims.

## Historique
L'ancien District Vesle-Montagne de Reims, créé par un arrêté préfectoral du 16 décembre 1991, a été transformé en communauté de communes par un arrêté préfectoral du   29 décembre 2004.
La commune de Sillery, antérieurement membre de la communauté de communes Vesle et Coteaux de la Montagne de Reims, est membre, depuis le 1er janvier 2013, de la communauté d'agglomération de Reims Métropole.
Conformément aux prévisions du schéma départemental de coopération intercommunale (SDCI) de la Marne du 15 décembre 2011, et contre l'avis du conseil communautaire de la CCVMR, les trois petites intercommunalités : 

- Communauté de communes des Forêts et Coteaux de la Grande Montagne ;
- Communauté de communes des Rives de Prosne et Vesle (sauf Prosnes) ;
- Communauté de communes Vesle-Montagne de Reims ;

ont fusionné pour créer le 1er janvier 2014, avec la commune isolée de Villers-Marmery, la nouvelle communauté de communes Vesle et Coteaux de la Montagne de Reims.

## Territoire communautaire

### Composition
L'intercommunalité était composée, après le départ de Sillery en 2013 et avant sa suppression en 2014, des 9 communes suivantes : 
- Beaumont-sur-Vesle ;
- Billy-le-Grand
- Ludes
- Mailly-Champagne
- Les Petites-Loges
- Trépail
- Vaudemange
- Verzenay
- Verzy

## Administration

### Siège
La communauté de communes avait son siège en mairie de Sillery.

### Élus
La communauté de communes était administrée par un conseil communautaire constitué de représentants de chaque commune, élus en leur sein par les conseils municipaux.

### Liste des présidents
| Période            | Période      | Identité        | Étiquette      | Qualité                                                                             |
| ------------------ | ------------ | --------------- | -------------- | ----------------------------------------------------------------------------------- |
|                    | 2008         | Guy Georgeton   |                | Maire de Ludes (2001 → 2014)                                                        |
| 2008               | 31 août 2011 | Jacques Douadi  | UDF puis MoDem | Pharmacien Maire de Sillery (1983 → 2014) Ancien conseiller régional Démissionnaire |
| 14 septembre 2011, | 2013         | Michel Coffinet |                | Maire de Beaumont-sur-Vesle (1995 → 2014)                                           |

### Compétences
L'intercommunalité exerçait les compétences qui lui avaient été transférées par les communes membres, conformément aux dispositions légales.

### Régime fiscal et budget
La communauté de communes percevait une fiscalité additionnelle aux impôts locaux des communes, avec FPZ (fiscalité professionnelle de zone) et sans FPE (fiscalité professionnelle sur les éoliennes).
Les taux communautaires pour 2012 se sont élevés à :
- Taxe habitation : 8,34 % ;
- Faxe foncière sur le foncier bâti :  6,27 % ;
- Taxe foncière sur le foncier non bâti : 6,92 % ;
- Contribution foncière des  entreprises : 4,67 %
- Fiscalité professionnelle de zone : 14,76 %.